# William Molyneux
Pour les articles homonymes, voir Molyneux.
William Molyneux, né le 17 avril 1656 à Dublin (Royaume d'Irlande) et mort le 11 octobre 1698 dans la même ville, est un physicien, philosophe et écrivain politique irlandais.

## Biographie

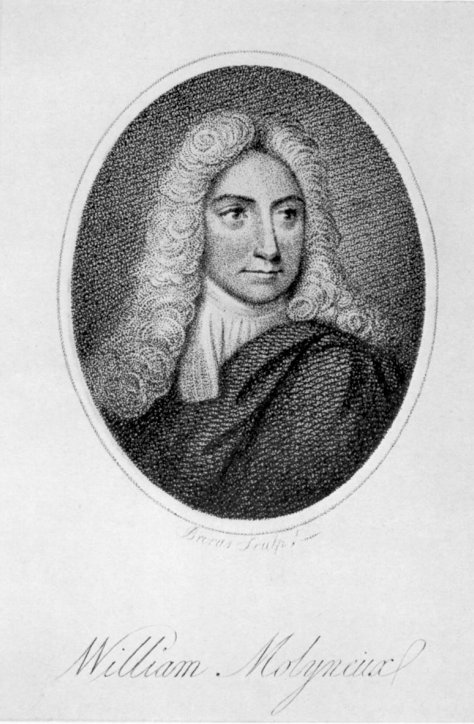
William Molyneux.

William Molyneux fait ses études au Trinity College à Dublin. Membre de la Royal Society, il fonde la Dublin Philosophical Society dans le prolongement de la Royal Society de Londres dans les années 1680.
Il est l'auteur, dans ses correspondances avec John Locke, de la question philosophique connue sous le nom de problème de Molyneux.
Dans un essai politique publié en 1698, The Case of Ireland's being Bound by Acts of Parliament in England, il affirme l'égalité de droits entre le Parlement d'Angleterre et le Parlement d'Irlande, alors dominé par les protestants, sur le modèle de l'union polono-lituanienne.

## Publications

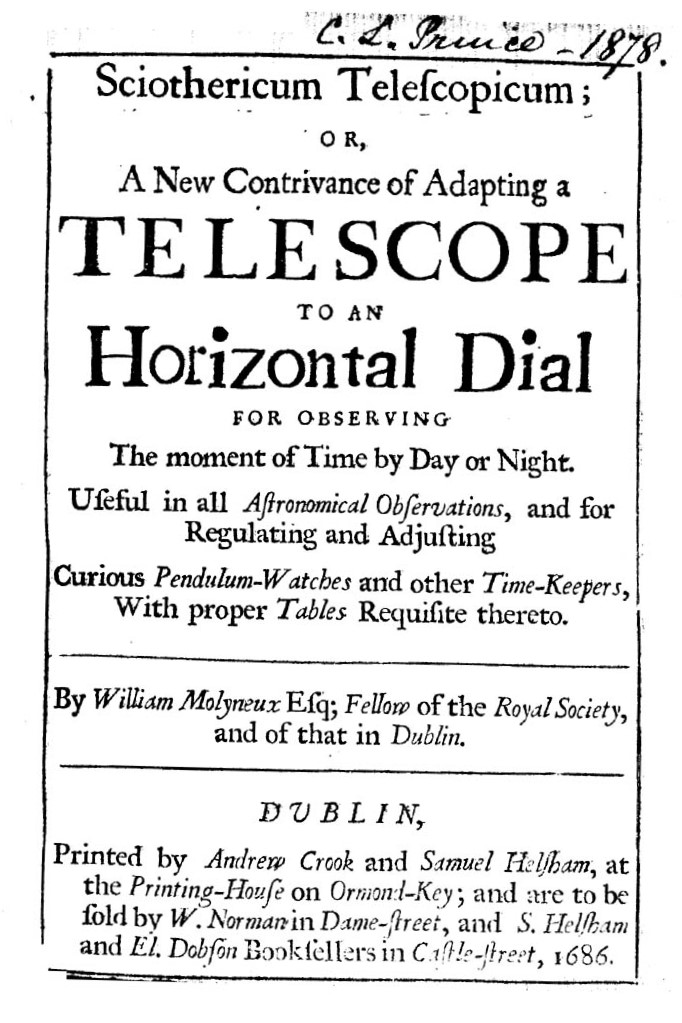
Sciothericum telescopicum, or A new contrivance of adapting a telescope to an horizontal dial for observing the moment of time by day or night, 1686

- Dioptrica Nova, A treatise of dioptrics in two parts, wherein the various effects and appearances of spheric glasses, both convex and concave, single and combined, in telescopes and microscopes, together with their usefulness in many concerns of humane life, are explained, Londres, 1692
- The Case of Ireland being bound by Acts of Parliament in England, Londres, 1698